# Herb Anklam

Współczesny herb Anklam

Herb Anklam – jeden z symboli miejskich Anklam. 

## Opis
W herbie na niebieskim tle srebrne mury miejskie ze zwieńczoną złotym dachem i głowicą bramą pośrodku oraz z blankami, po których kroczy półwspięty czerwony gryf o złotym dziobie z wysuniętym czerwonym językiem, pazurach i zakończeniu wzniesionego ogona, trzymający w przednich szponach roztrojony promień.

## Historia

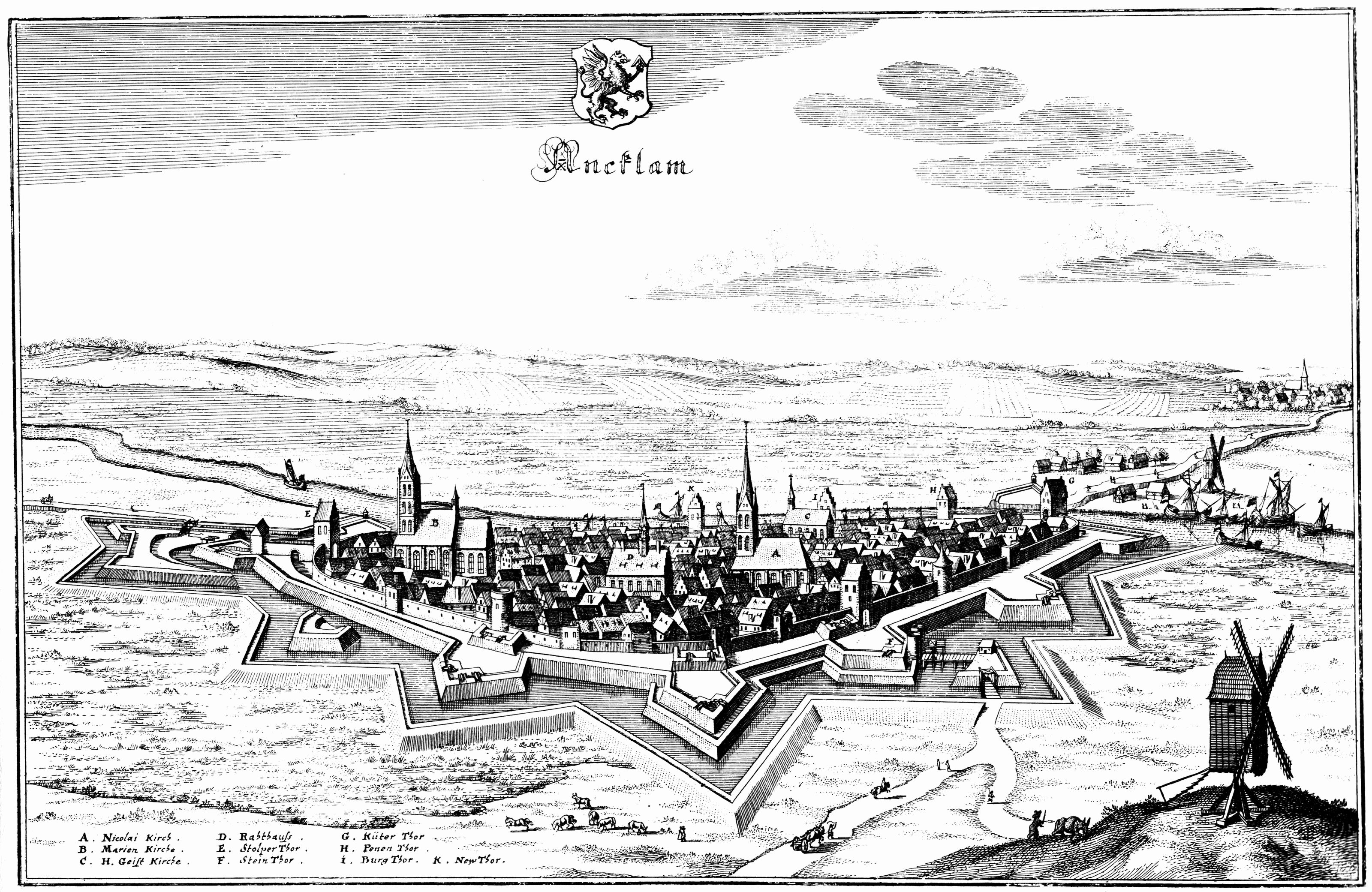
Herb na drzeworycie Meriana (XVII w.)

Pierwotny (widoczny na pieczęci z XIII w.) herb miasta ukazywał postać gryfa umieszczoną nad niskimi murami miejskimi z bramą o szpiczastym zwieńczeniu. Wizerunek herbu w późniejszych czasach ewoluował: początkowo herb przedstawiał samego gryfa, następnie uzyskał poniżej tarczy z gryfem przejętą z miejskiego symbolu Strzałowa strzałę (promień), by wreszcie uzyskać przedstawienie widoczne na XVII-wiecznym drzeworycie Meriana postać gryfa trzymającego w przednich szponach strzałę. Do kolejnej zmiany wyglądu herbu doszło w 1808, kiedy zespolono obie wersje herbu (XIII- i XVII-wieczną) i otrzymał on wygląd współczesny.